# Ingaderia
Ingaderia — рід лишайників родини Opegraphaceae. Назва вперше опублікована 1897 року.